# دانیل نوبوآ
دانیل روی گیلکریست نوبوآ آذین (اسپانیایی: Daniel Roy Gilchrist Noboa Azín‎؛ زادهٔ ۳۰ نوامبر ۱۹۸۷)، مدیر بازرگانی، سیاستمدار و تاجر اهل اکوادور است که پس از پیروزی در انتخابات سراسری ۲۰۲۳ اکوادور، رئیس‌جمهور این کشور شد. او که ۳۵ سال سن دارد، جوان‌ترین رئیس‌جمهور تاریخ اکوادور است.
او بین سال‌های ۲۰۲۱ تا ۲۰۲۳ عضو مجلس ملی اکوادور بود، زمانی که مجلس ملی مکانیسم استیضاح رئیس‌جمهور اکوادور گیلرمو لاسو را مورد استناد قرار داد، منحل شد.
نوبوآ قبل از فعالیت سیاسی خود در شرکت موز فروشی سمت‌های مختلفی را عهده‌دار بود. او در این شرکت تجارتی صادراتی که توسط پدرش آلوارو نوبوآ تأسیس شده بود، خدمت می‌کرد، و به گونه‌ای ناموفق پنج بار برای ریاست جمهوری اکوادور نامزد شد. او به‌طور گسترده‌ای وارث شرکت و ثروت پدرش توصیف شده است.

## دوران اولیه زندگی و تحصیل
دانیل روی گیلکریست نوبوآ آذین در ۳۰ نوامبر ۱۹۸۷ در میامی، فلوریدا، ایالات متحده به دنیا آمد و در گوایاکیل بزرگ شد. او فرزند تاجر اکوادوری آلوارو نوبوآ و پزشک اکوادوری آنابلا آذین است. نوبوآ در سال ۲۰۱۰ از دانشکده بازرگانی استرن دانشگاه نیویورک فارغ‌التحصیل شد و بعداً مدرک کارشناسی ارشد مدیریت بازرگانی را از دانشکده مدیریت کلوگ در دانشگاه نورث‌وسترن در اوانستون (ایلینوی) دریافت کرد. او در سال ۲۰۲۰ در دانشگاه هاروارد تحصیل کرد. در سال ۲۰۲۲ مدرک کارشناسی ارشد خود را در رشته ارتباطات سیاسی و حکمرانی استراتژیک از دانشگاه جورج واشینگتن زیر نظر پروفسور روبرتو ایزوریتا، دبیر مطبوعاتی فعلی نوبوآ دریافت کرد.

## ریاست‌جمهوری
در ماه مه ۲۰۲۳، نوبوآ نامزدی خود را برای ریاست جمهوری در انتخابات زودهنگام سال ۲۰۲۳ اعلام کرد و کاندید حزب اقدام دموکراتیک ملی بود. او به دور دوم انتخابات در اکتبر راه یافت و با لوئیسا گونزالس روبرو شد، که بسیاری با توجه به تعداد کم رأی‌گیری او در روزهای منتهی به انتخابات، این موضوع را ناراحت‌کننده می‌دانستند.
نوبوآ در دور دوم تقریباً ۵۲ درصد آرا را به دست آورد و در ۱۵ اکتبر ۲۰۲۳ گونزالس را شکست داد. او در دور دوم انتخابات ریاست جمهوری ۲۰۲۵ برای یک دوره کامل چهار ساله مجدداً انتخاب شد و بار دیگر با پیروزی قاطع گونزالس را شکست داد.

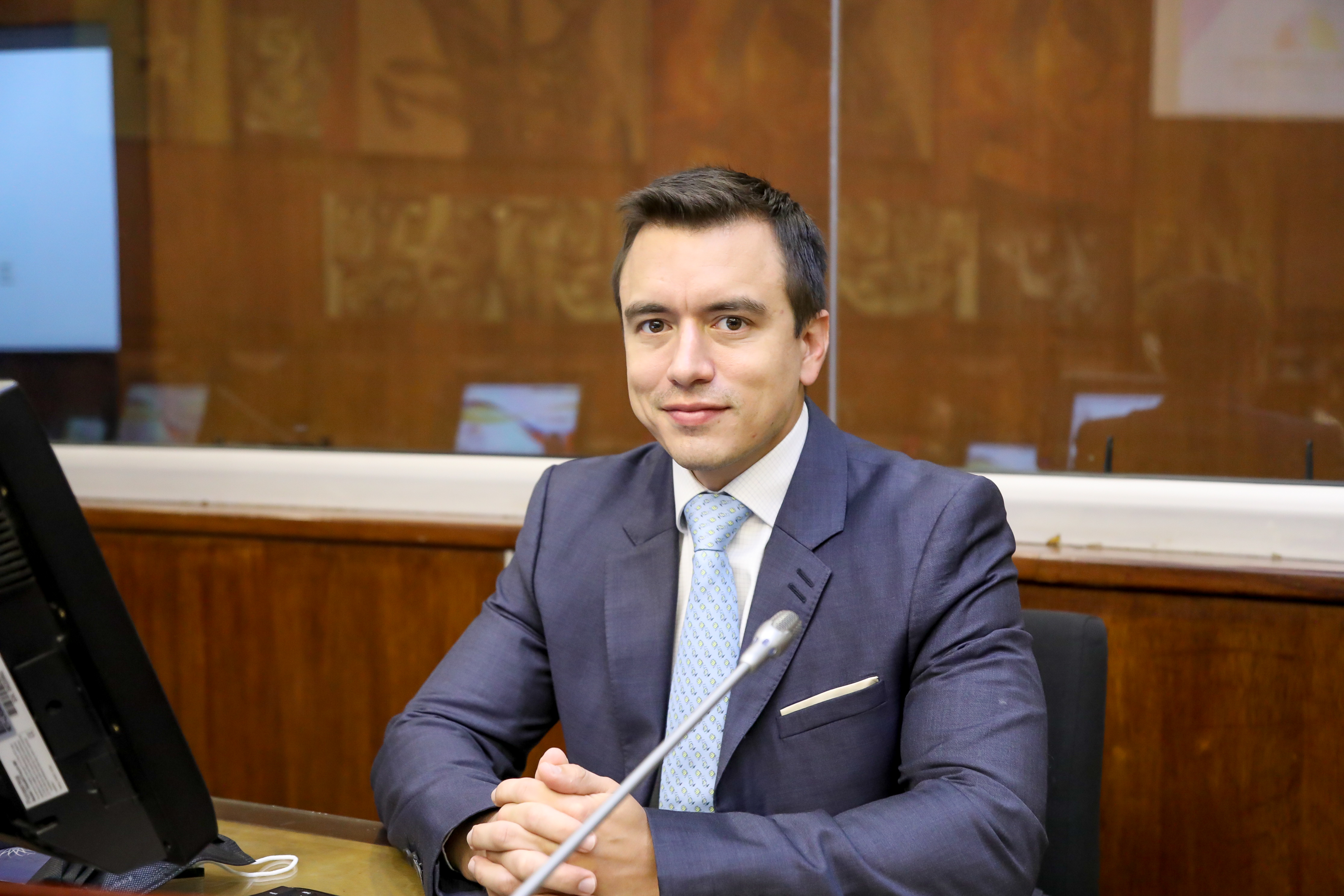
نوبوآ در ۲۰۲۲